# Platja Llarga (Tarragona)
La Platja Llarga és una platja natural, la més extensa de Tarragona (Tarragonès), amb una fina franja quasi contínua de dunes a la part posterior, limitada de manera natural per roques als dos extrems, que les separen de la platja de l'Arboçar a l'est, i de la platja dels Capellans a l'oest. Al límit nord-est hi ha l'espai natural Tamarit-Punta de la Móra. Orientada al sud-sud-est, té una longitud de 2.600 metres i una amplada mitjana de 33 metres, formada per sorra fina i daurada, amb un pendent d'entrada a l'aigua suau. Es pot accedir a la platja a peu, en cotxe i en transport públic. Hi ha aparcament, restaurants, guinguetes, activitats esportives a la sorra i activitats nàutiques. Disposa de vigilància i socorrisme, dutxes, accessos per a persones amb mobilitat reduïda i lloguer d'embarcacions sense motor.
Situada a la N-340 km 1167, conserva un aiguamoll i una zona de dunes que són Hàbitat d'Interès Comunitari protegit per la Unió Europea. L'Agència Catalana de l'Aigua efectua un control setmanal de la qualitat de l'aigua, durant la temporada de bany, amb el resultat d'excel·lent.
Els temporals, com el Glòria el 2020 i el Nelson el 2024, s'enduen la sorra de la platja, afectant inclús el sistema dunar. El 2024 Costes de l'Estat va regenerar la sorra.
El 2024 es delimità un espai específic per a gossos, entre la zona dels Morrots i el túnel d'accés a Cala Romana.